# Oritía (amazona)
Oritía (Ὠρείθυια), en la mitología griega  era una reina de las amazonas junto a las hermanas Antíope e Hipólita, en sucesión de Marpesia cuando esta murió luchando contra los bárbaros. Es confundida por algunos autores con Hipólita, mezclándose en ocasiones las hazañas de ambas. 
Destacaba por su talento militar, lo que hizo de las amazonas un pueblo temido y admirado por todo el orbe. Esto trajo terribles consecuencias, pues el rey Euristeo, al que Heracles debía sus doce trabajos, le mandó como prueba traer las armas de la reina de las amazonas, hazaña que consideraba imposible por la fama de imbatibles que habían ganado.
Heracles y su ejército de griegos penetraron en territorio de las amazonas cuando Oritía se encontraba luchando contra los reyes frigios Otreo y Migdone y Príamo rey de Troya a orillas del río Sangario, por lo que sorprendieron a Antíope sola y sin capacidad de defenderse. El mismo Teseo, que formaba parte de la expedición, la raptó y la hizo su esposa.
Al recibir la noticia de la derrota y del secuestro de su hermana, Oritía juró venganza, y se dirigió a pedir ayuda a Sagilo, rey de Escitia. Se decía que las amazonas descendían de los escitas, cuyas tierras abandonaron cuando asesinaron a sus maridos. Desde entonces ambos pueblos conservaban una estrecha alianza, por lo que Sagilo no dudó en enviar a su propio hijo Panaságoro, a que vengara a sus aliadas. Invadieron el Ática, infligieron a los griegos varias derrotas, llegando a ocupar Atenas y sitiar la Acrópolis, pero Panasogoro las abandonó en mitad de una batalla crucial, sufriendo las amazonas una derrota casi definitiva.
Oritía huyó a Mégara, donde murió de pena e impotencia. Al no dejar descendencia (había jurado mantenerse virgen toda su vida), Pentesilea se hizo cargo de dirigir a las amazonas, que en su gran mayoría se retiraron a Escitia.

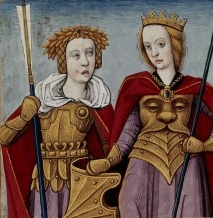
Oritía y Antíope. S. XV o XVI. BnF.